# Михайло Романович
Михайло Романович (*бл. 1264 — бл. 1301) — Великий князь Чернігівський у 1288—1301 роках.

## Життєпис
Походив з династії Рюриковичів, гілки Ольговичів. Старший син Романа I, Великого князя Чернігівського. 1288 року після смерті батька став правити разом з братом Олегом. Можливо Михайло перебував в Чернігові, де намагався його відбудувати, а Олег більше опікувався Брянськом.
1292 року після смерті брата Олега намагався приборкати небіжа Олександра, князя брянського. Тому оголосив себе також князем Брянської землі. Помер близько 1301 року. Його нащадками вважали себе князі Осовицькі.